# Jascha Repp
Jascha Repp (* 18. Dezember 1972) ist ein deutscher Physiker und Hochschullehrer an der Universität Regensburg.
Repp machte 1992 sein Abitur an der Waldorfschule in Überlingen. Nach Arbeit als Softwareentwickler in Aachen, Zivildienst und Auslandsaufenthalt in Spanien studierte er ab 1995 Physik an der FU Berlin mit dem Diplom 1999. Danach war er wissenschaftlicher Mitarbeiter bei Karl-Heinz Rieder und wurde 2002 promoviert (die Dissertation Rastertunnelmikroskopie und -spektroskopie an Adsorbaten auf Metall- und Isolatoroberflächen erhielt den Ernst-Reuter-Preis) und war als Post-Doktorand in der Gruppe von Gerhard Meyer im IBM-Forschungslabor Rüschlikon. 2007 wurde er Lichtenberg Professor an der Universität Regensburg.
Er untersuchte einzelne Atome (Adatome), Moleküle und Nanostrukturen auf Oberflächen mit Rastersondenmikroskopie (speziell Rastertunnelmikroskop (STM) und Nicht-Kontakt-Rasterkraftmikroskop (AFM) bei tiefen Temperaturen). In Regensburg untersucht er solche Nanostrukturen und Moleküle auf ultradünnen isolierenden Filmen bzw. Adsorbaten auf Oberflächen (statt wie meist auf Metallen oder Halbleitern). Damit gelang ihm 2019 die Beobachtung des Elektronentransfers zwischen Molekülorbitalen, also die Veränderung der Orbitale während chemischer Reaktionen. Dazu benutzte er eine neuartige Kombination von STM und AFM mit Molekülen auf isolierender Unterlage. Zuvor waren Ladungszustände von Orbitalen zwar mit AFM beobachtbar (am Nachweis 2009 war Repp beteiligt), aber nicht in der äußeren Hülle, und ein herkömmliches STM, das auf Strommessung basiert, benötigte eine leitende Unterlage, was nur einen stabilen Ladungszustand erlaubte. In der neuen STM-Variante benutzten sie einen extrem schwachen (nur aus den Schwingungen eines Elektrons zwischen Spitze und Molekül bestehenden) Wechselstrom.
2005 erhielt er einen Outstanding Technical Achievement Award von IBM und 2012 mit Leo Gross und Gerhard Meyer den Feynman Prize in Nanotechnology.

## Schriften (Auswahl)
- mit L. Gross, F. Mohn, G. Meyer,  F. J. Giessibl: Atomare Ladungszustände unter dem Rasterkraftmikroskop, Physik in unserer Zeit, Band 40, 2009, Heft 5
- mit L. Gross, F. Mohn, P. Liljeroth,  F. J. Giessibl, G. Meyer: Measuring the Charge State of an Adatom with Noncontact Atomic Force Microscopy, Science 324, 2009, S. 1428
- mit L. Gross, F. Mohn, G. Meyer, Matthew Dyer, Mats Persson: Reversible Bond Formation in a Gold-Atom–Organic-Molecule Complex as a Molecular Switch, Phys. Rev. Lett., Band 105, 2010
- mit L. L. Patera u. a.: Mapping orbital changes upon electron transfer with tunnelling microscopy on insulators, Nature, Band 566, 2019, S.  245